# Константин Михайлов-Стоян
Константѝн Ива̀нович Миха̀йлов-Стоя̀н е български оперен певец (тенор) и режисьор.
Той е сред основоположниците на българското оперно дело, допринесъл много за утвърждаването му в първия и най-труден етап от неговото развитие.

## Биография
Константин Иванович Михайлов е роден в село Голям Буялък, Херсонска губерния на Руската империя, в бедно семейство на български преселници от Елховско. За да подчертае българския си произход, добавя към фамилията си името „Стоян“, нетипично за Русия и другите славянски страни.
Още като малък Михайлов-Стоян получава досег с българската народна музика благодарение на песните на своята баба. Певческия си талант и интереса към музиката развива по време на гимназиалното си образование в Николаев като пансионер при Тодор Минков и в Одеса, когато пее като солист в архиерейския хор и в хора на университетската църква. Завършва през 1872 година, но поради липса на средства успява да постъпи в Петербургската консерватория едва през 1876 година, като междувременно се препитава като учител в Елисаветград. Отново поради безпаричие в Консерваторията остава само в продължение на 4 месеца. Своето певческо майсторство и сценично поведение Михайлов-Стоян изгражда по-късно в продължение на дългогодишен упорит труд на различни оперни сцени в Русия.
През 1881 година постъпва в частна оперна трупа в град Симферопол на полуостров Крим. Прави сценичния си дебют в ролите на Парис и Пигмалион в операта „Хубавата Галатея“ от Франц фон Супе. В продължение на седем години гради кариера и в други оперни състави. През 1888 година печели конкурс за солист на Болшой театър, където пее до 1890 година и в периода 1897 – 1899 година. Между 1890 и 1897 година гастролира с оперната трупа на Иполит Прянишников, както и в други по-малки трупи.
През лятото на 1899 година Михайлов-Стоян посещава България за първи път и веднага установява контакти с местните музикални среди. Заедно с пианистката Мара Черен и певицата Катя Стоянова изнася концерти във Враца, Видин, Лом и Русе. Отправя предложение на Министерството на просветата за създаване на професионална оперна трупа, но идеята не е приета, тъй като е сметната за ненавременна. Затова и още през есента Михайлов-Стоян се завръща в Русия, където остава до 1907 година. В началото на 1902 година в Нижни Новгород партнира на световноизвестния руски бас Фьодор Шаляпин. През 1903 година е гост-солист на операта в Хелзинки и води класове в Музикалното училище във Вилно. През септември 1905 година е назначен за директор на Музикалното училище в Ростов на Дон.
При повторното си посещение в България през лятото на 1907 година Михайлов-Стоян предприема концертно турне из България с оперния певец Иван Вулпе, който също като него е родом от Бесарабия, и с неговата съпруга Богдана Гюзелева-Вулпе. С успехите си тримата певци отново привличат вниманието към инициативата за основаване на български оперен театър. За тази цел Михайлов-Стоян пише своята книга „По въпроса за основаване българска народна опера“, съдържаща полемични статии, писма, критични отзиви и други документални материали, аргументиращи необходимостта от такава културна институция. Така в края на 1908 година е основана Българската оперна дружба, а първото ѝ представление е на 18 октомври. До края на живота си Константин Михайлов-Стоян е неин режисьор, както и изпълнител в много от постановките.
Наред с певческата и режисьорската си дейност Михайлов-Стоян е автор и на вокално-педагогически студии и биографични очерци на музиканти и изпълнители. Освен към оперното дело той има принос и към българската музикален фолклор, като записва множество народни песни и част от тях са аранжирани с клавирен съпровод и издадени от композитора Андрей Стоянов.

## Роли и постановки
Роли в опери
- Танхойзер в „Танхойзер“ от Рихард Вагнер;
- Радамес в „Аида“, Алфред в „Травиата“, Манрико в „Трубадур“ от Джузепе Верди;
- Фауст в едноименната опера от Шарл Гуно;
- Баян в „Руслан и Людмила“ от Михаил Глинка;
- Князът в „Русалка“ от Александър Даргомижки;
- Канио в „Палячи“ от Руджеро Леонкавало;
- Туриду в „Селска чест“ от Пиетро Маскани;
- Левко в „Майска нощ“ от Николай Римски-Корсаков;
- Ленски в „Евгений Онегин“ от Пьотър Чайковски и др.

Постановки на опери
- 1909 – „Палячи“ от Леонкавало;
- 1910 – „Травиата“ от Верди, „Фауст“ от Гуно, „Селска чест“ от Маскани, „Демон“ от Николай Рубинщайн, „Сиромахкиня“ от Емануил Манолов;
- 1914 – „Трубадур“ от Верди.